# Bayshore Road
Bayshore Road è un album in studio dei chitarristi Stef Burns e Peppino D'Agostino.

## Tracce
1. Bayshore Road – 5:25
2. Better World – 4:52
3. Inner Sanctuary – 4:47
4. Beyond The Dunes – 4:07
5. Manha De Carnaval – 4:48
6. A Night In Manarola – 5:33
7. Venus Over Venice – 5:16
8. Jerry's Breakdown – 2:32
9. Echo Lake – 5:50
10. Birdland – 6:59

## Formazione
- Stef Burns – chitarra elettrica, basso, produzione
- Peppino D'Agostino – chitarra acustica, chitarra classica, produzione
- Shelia E. – batteria, percussioni
- Steven King – arrangiamenti addizionali
- Shawn Miller – fotografia
- Michael Busselle – fotografia
- Giovanni Santarelli D'Angelo – fotografia
- Chris Seifert – ingegnere del suono
- Masaki Liu – ingegnere del suono, missaggio